# Harlington (Bedfordshire)
Harlington è un villaggio e parrocchia civile situato nel Bedfordshire, Inghilterra, vicino all'autostrada M1. La città più vicina è Flitwick a circa 3 miglia (4,8 km) a nord.

## Storia
Harlington è situata in cima a una collina in un ambiente rurale, circondato dal Green Belt e dalla Area of Outstanding Natural Beauty (AONB) di Chilterns. 
Harlington è stata abitata fin dalla preistoria, come testimoniano le antiche mura di un forte collinare dell'Età del Ferro situato su una collina vicina e un cimitero romano.
A Harlington si possono trovare antiche case a graticcio risalenti al XV secolo, si trovano su Church Road, Station Road, Westoning Road e Sundon Road. Nelle vicinanze si trova anche Harlington Manor, un tempo residenza di Edmund Wingate, tutore della regina Henrietta Maria.
La chiesa parrocchiale di Santa Maria Vergine fu costruita dai monaci agostiniani del Priorato di Dunstable nel XIII secolo.
Il villaggio fu il luogo dell'interrogatorio di John Bunyan in seguito al suo arresto per predicazione sediziosa nella vicina Lower Samshill. Durante la sua prigionia scrisse l'opera per cui è maggiormente ricordato, "Il Pellegrinaggio del Cristiano" (The Pilgrim's Progress).